# Амерд, Виола
Вио́ла Патри́сия Аме́рд (нем. Viola Patricia Amherd; род. 6 июня 1962, Бриг, Вале, Швейцария) — швейцарский политик и государственный деятель, с 2019 года член Федерального совета Швейцарии, представляющая до 31 декабря 2020 года Христианско-демократическую народную партию Швейцарии, далее она была одной из организаторов новой швейцарской партии Центр. Вице-президент Швейцарии с 1 января по 31 декабря 2023 года. С 1 января по 31 декабря 2024 года — президент Швейцарии.

## Биография
Виола Амерд родилась в середине 1962 года. В 1982 году закончила в родном городе Латинскую Гимназию. После этого она поступила на отделение юриспруденции во Фрибурский университет, который закончила через пять лет в 1987 году. C 1991 года работала в Бриге юристом и нотариусом.
В 1992 году она стала членом городского совета родного города. В 1996 году она стала вице-президентом, а в 2000 году президентом муниципалитета Брига. C 31 мая 2005 по 31 декабря 2018 года она входила в нижнюю палату парламента страны Национальный совет Швейцарии. В начале декабря 2018 года Виола была избрана в Федеральный совет Швейцарии в середине декабря она получила назначение на пост министра обороны, гражданской защиты и спорта. И стала первой женщиной в стране, которая возглавила это министерство. Является первой женщиной от кантона Вале в Федеральном совете. С 1 января 2019 года приступила к исполнению своих обязанностей.
В конце 2020 года в Швейцарии руководство двух партий Консервативно-демократической и Христианско-демократической народной партии приняло решение о объединении. Так возникла партия Центр. В эту партию вошла и Виола Амерд и она стала первым представителем этой партии в Федеральном совете Швейцарии. 1 января 2023 года она сменила Алена Берсе (стал президентом Швейцарии) на посту вице-президента страны.
Была одной из мировых лидеров, кто потребовал в начале апреля 2022 года, от руководителя МОК отстранить официальных лиц России и Белоруссии от соревнований. Это произошло после начала вторжения России на Украину. В середине декабря 2023 года парламент Швейцарии избрал Виолу Амерд президентом страны на следующий год. Представитель партии Центр впервые в истории страны стал президентом Швейцарии с 1 января 2024 года.
В начале своей каденции Амерд заявила, что вероятность нападения на Швейцарию значительно возросла. Она также начала уделять больше внимания проблемам армии и обороны страны. На посту президента, в конце февраля 2024 года она предложила в Швейцарии провести мирный саммит по Украине. В середине июня 2024 года конференция прошла в пригороде Люцерна.
В последний день 2024 года она оставила пост президента страны. Однако уже в середине января следующего года крупнейшая партия народная потребовала отставки Амерд с поста министра обороны и ухода из Федерального совета. Это вызвано тем, что вооружение Швейцарии поставлялось Украине. Через некоторое время она заявила, что в марте оставит Федеральный совет.

## Личная жизнь
Виола Амерд не замужем и по-прежнему живёт в родном городе.